# Polyrhabdina bifurcata
Polyrhabdina bifurcata is een soort in de taxonomische indeling van de Myzozoa, een stam van microscopische parasitaire dieren. Het organisme komt uit het geslacht Polyrhabdina en behoort tot de familie Lecudinidae. Polyrhabdina bifurcata werd in 1931 ontdekt door Mackinnon & Ray.